# 채윤아
채윤아(蔡允兒, 1983년 6월 1일)는 대한민국의 아나운서이다.

## 학력
- 2002년 ~ 2006년 : 경희대학교 국어국문학과 (2002학번)

## 경력
- 2008년 : KBS 34기 공채 아나운서
- 2010년 : KBS순천방송국 아나운서 (지역근무)

## 진행

### TV
- KBS 뉴스 9 광주 · 전남
- 아침마당 광주
- 아침마당 본사 1TV 월요토크쇼 베테랑 <전국팔도의 베테랑 아나운서> 7940회 (출연취소)
- KBS광주 열린마당
- 누가누가 잘하나 광주
- 빛고을 행복아카데미
- KBS광주 송년음악회

## 라디오

### 제1라디오
- KBS광주 제1라디오 09시 뉴스
- KBS광주 제1라디오 17시 뉴스
- KBS광주 제1라디오 채윤아의 5시 매거진(현재)